# Онајда (језеро)
Онајда (енгл. Oneida Lake) је језеро у Сједињеним Америчким Државама. Налази се на територији америчке савезне државе Њујорк. Површина језера износи 207 km².